# Marc García Renom
Marc García Renom (Andorra la Vieja, 21 de marzo de 1988) es un futbolista andorrano. Juega en la posición de defensa en la U. D. Fraga que milita en la Tercera Federación.

## Selección nacional
Hizo su debut con la selección de Andorra el 29 de mayo de 2010, en un partido amistoso donde acabó derrotado por 4-0 ante Islandia.

## Clubes
| Club              | País    | Año       |
| ----------------- | ------- | --------- |
| U. D. Ibiza "B"   | España  | 2007-2009 |
| U. D. Fraga       | España  | 2009-2010 |
| U. D. Pomar       | España  | 2010-2011 |
| Atlético Monzón   | España  | 2011-2012 |
| U. E. Vic         | España  | 2012-2013 |
| U. E. Llagostera  | España  | 2013-2014 |
| Palamós C. F.     | España  | 2013      |
| Cerdanyola F. C.  | España  | 2013-2014 |
| U. E. Rubí        | España  | 2014-2016 |
| A. E. C. Manlleu  | España  | 2016-2017 |
| E. C. Granollers  | España  | 2017-2020 |
| C. F. Montañesa   | España  | 2020-2021 |
| U. E. Sant Andreu | España  | 2021-2022 |
| U. E. Engordany   | Andorra | 2022-2023 |
| F. C. Ordino      | Andorra | 2023-2024 |
| U. D. Fraga       | España  | 2024-     |